# Straat Alor
Straat Alor is een zeestraat in de Indonesische provincie Oost-Nusa Tenggara. Het water is gelegen tussen de Solorarchipel en de Alorarchipel, waarna de zeestraat is vernoemd. Het grootste deel van de Straat Alor is gelegen tussen de eilanden Pantar en Lomblen. Het water vormt de verbinding tussen het westelijke deel van de Bandazee in het noorden en de Sawuzee in het zuiden.